# Първенство на България по футбол 1926
През 1926 се провежда 3-ия сезон на Държавното първенство по футбол на България. В първенството участват победителите от отделните окръжни спортни области на страната. Играе се по системата на директни елиминации в един мач. При равенство се назначава допълнително време, а при ново равенство - мачът се преиграва на следващия ден на същото място. Финалът се провежда в София. На победителя се връчва и Царската купа.

## Участници
Участват победителите на новосъздадените окръжни спортни области.
| Варненска спортна област     | Владислав (Варна)      |  |  |
| Шуменска спортна област      | Сокол (Шумен)          |  |  |
| Русенска спортна област      | Левски (Русе)          |  |  |
| Търновска спортна област     | Етър (Велико Търново)  |  |  |
| Плевенска спортна област     | няма представител      |  |  |
| Врачанска спортна област     | Орел (Враца)           |  |  |
| Бдинска спортна област       | няма представител      |  |  |
| Софийска спортна област      | Славия (София)         |  |  |
| Рилска спортна област        | Левски (Дупница)       |  |  |
| Пловдивска спортна област    | Ботев (Пазарджик)      |  |  |
| Хасковска спортна област     | Борислав (Борисовград) |  |  |
| Старозагорска спортна област | Бероя (Ст. Загора)     |  |  |
| Приморска спортна област     | Черноморец (Бургас)    |  |  |

(*) Днес град Първомай

## 1 кръг
| Ботев (Пазарджик)   | Бероя (Ст. Загора)     | 4:0 |  |
| Славия (София)      | Левски (Дупница)       | 9:1 |  |
| Черноморец (Бургас) | Борислав (Борисовград) | 9:1 |  |
| Сокол (Шумен)       | Етър (Търново)         | 6:0 |  |
| Орел (Враца)        | почива                 |     |  |
| Владислав (Варна)   | почива                 |     |  |
| Левски (Русе)       | почива                 |     |  |

## Втори кръг
| Левски (Русе)     | Сокол (Шумен)     | 1:0 |  |
| Владислав (Варна) | Черноморец Бургас | 9:0 |  |
| Ботев (Пазарджик) | Орел (Враца)      | 5:1 |  |
| Славия (София)    | почива            |     |  |

## Трети кръг – Полуфинали
| Владислав (Варна) | Левски (Русе)  | 5:1 |  |
| Ботев (Пазарджик) | Славия (София) | 2:6 |  |

## Финал

### Първи мач
| 22 август 1926 г., игрище „Левски“, София, 10 000 зрители |               |                   |
|                                                           |               |                   |
| Славия (София)                                            | 1:1 (сл. пр.) | Владислав (Варна) |

- Голмайстори:
  - 1:0 Грашев (20), 1:1 Кр. Петров (32)

|  | Славия               |
|  | -------------------- |
|  | Ангел Андреев        |
|  | Никола Калканджиев   |
|  | Димитър Манолов      |
|  | Стефан Чумпалов      |
|  | Петър Къртевски      |
|  | Александър Филипович |
|  | Никола Стайков       |
|  | Велчо Стоянов        |
|  | Григор Стоянов       |
|  | Борис Грашев         |
|  | Владимир Цветков     |

|  | Владислав         |
|  | ----------------- |
|  | Здравко Янакиев   |
|  | Кирил Денев       |
|  | Петър Христов     |
|  | Георги Георгиев   |
|  | Борис Ставрев     |
|  | Иван Булгаков     |
|  | Димитър Димитриев |
|  | Егон Терцета      |
|  | Кръстьо Петров    |
|  | Алекси Алексиев   |
|  | Андрей Иванов     |

- Съдия: Георги Григоров – Фурланата

### Спорове
Преиграването на финала трябва да се проведе на следващия ден – 23 август 1926 г., но реферът Георги Григоров (основател на Славия) не се явява. Съгласно действащия тогава правилник, капитаните на двата отбора Стефан Чумпалов (Славия) и Егон Терцета (Владислав) трябва да определят със споразумение по между си негов заместник. До съгласие обаче не се стига и мачът не се провежда. Два дни по-късно БНСФ присъжда служебна загуба на Владислав и обявява Славия за държавен първенец. От Владислав обаче оспорват това решение пред Арбитражния съд, който го отменя. На 5 декември по време на 4-тия федерален конгрес в Бургас е взето решение да се проведе нов финал. Насрочена е датата 26 декември 1926 г. Двата отбора са съгласни, но Софийската окръжна спортна област забранява на Славия да играе. БНСФ насрочва нова дата на финала – 7 април 1927 г.

### Втори мач
| 7 април 1927 г., игрище „Левски“, София |             |                   |
|                                         |             |                   |
| Славия (София)                          | 0:3 (служ.) | Владислав (Варна) |

На определената дата и час за преиграването на финала на терена на игрище „Левски“ се явява само отборът на Владислав. След изтичането на определеното от правилника време, съдията Фридрих Клюд обявява варненци за победители със служебен резултат 3:0.